# Anna Masłowska
Anna Iwanowna Masłowska (ros. Анна Ивановна Масловская, ur. 6 stycznia 1920 we wsi Kursiewicze w gminie Mańkowicze w powiecie postawskim (obecnie rejon postawski w obwodzie witebskim), zm. 11 listopada 1980 w Moskwie) – radziecka partyzantka, czerwonoarmistka, Bohater Związku Radzieckiego (1944).

## Życiorys
Była narodowości białoruskiej. Skończyła 6 klas szkoły, pracowała w drukarni lokalnej gazety w Postawach, od czerwca 1941 służyła w Armii Czerwonej i uczestniczyła w wojnie z Niemcami. Znalazła się w okrążeniu, później nawiązała kontakt z partyzantami, od stycznia 1942 do lipca 1944 działała w rejonowym komitecie Komsomołu w Postawach. Od października 1942 wykonywała zadania zwiadowcze pracując w warsztacie należącym do SS w Postawach, przekazując partyzantom informacje o przeciwniku, w wyniku czego w maju 1943 partyzanci przeprowadzili udany atak na garnizon SS, który został zniszczony. Od maja 1943 do lipca 1944 była pomocnikiem komisarza oddziału partyzanckiego im. Parchomienki ds. pracy komsomolskiej działającego w rejonie postawskim, brała udział w walkach, atakach na niemieckie garnizony i wykolejaniu pociągów. Osobiście zastrzeliła wielu żołnierzy wroga, poza tym wyniosła z pola walki 23 rannych partyzantów. Po wojnie opiekowała się 15 sierotami, których rodzice zginęli podczas wojny. Ukończyła szkołę młodzieży robotniczej, a w 1961 Wyższą Szkołę Partyjną przy KC Komunistycznej Partii Białorusi. Pracowała jako przewodnik w moskiewskim biurze turystycznym. Została pochowana na Cmentarzu Wagańkowskim.

## Odznaczenia
- Złota Gwiazda Bohatera Związku Radzieckiego (15 sierpnia 1944)
- Order Lenina (15 sierpnia 1944)
- Medal Partyzantowi Wojny Ojczyźnianej I klasy (21 sierpnia 1943)

I inne.